# Абелев, Носан Шнеурович
Наум Александрович (Носан Шнеурович) А́белев (1901, Рогачёв — 1979, Ростов-на-Дону) — советский инженер-технолог, организатор производства. Заслуженный машиностроитель РСФСР, лауреат Ленинской премии.

## Биография
В 1925 г. окончил Ленинградский технологический институт. Работал на Ленинградском металлическом заводе (1925-1941), участвовал в разработке новых систем крупнокалиберной корабельной и береговой башенной артиллерии. С 1942 года — главный инженер, затем директор артиллерийского завода № 75. В 1944-1957 гг. работал директором Таганрогского завода сельскохозяйственных машин имени Сталина (позже Таганрогского комбайнового завода). С 1957 г. — начальник Управления сельскохозяйственного машиностроения Северо-Кавказского совнархоза. В 1964 г. удостоен Ленинской премии за участие в создании конструкции зерноуборочного комбайна «СК-4» и организацию массового производства на Таганрогском комбайновом заводе и заводе «Ростсельмаш». 
С 1965 г. — начальник отдела экспортных и межотраслевых кооперированных поставок Управления материально-технического обеспечения Северо-Кавказского района. В 1971 г. перешёл на должность председателя Ростовского областного совета научно-технических обществ и Ростовского областного правления научно-технического общества машиностроительной промышленности.
Награждён орденом Ленина.